# Archer Taylor
Archer Taylor (ur. 1 sierpnia 1890 w Filadelfii, zm. 30 września 1973) – amerykański folklorysta i językoznawca.
Wykładał na Uniwersytecie Waszyngtona w St. Louis.

## Wybrane publikacje
- A Classic Study: The Proverb (1931)
- Problems in German Literary History of the Fifteenth and Sixteenth Centuries (1939)
- English Riddles from Oral Tradition (1951)
- Dictionary of American Proverbs and Proverbial Phrases, 1820-1880 (1958)
- Comparative Studies in Folklore: Asia-Europe-America (1972)